# 점성어
점성어 혹은 홍민어(영어명 Red drum, redfish, channel bass, puppy drum, spottail bass, 학명 : Sciaenops ocellatus)는 농어목 민어과의 어류이다. 몸 길이는 1m를 넘으며 몸무게도 60kg인 대형 어류에 속한다. 점민어(spot, Leiostomus xanthurus)와는 다르다.

## 명칭
꼬리 부근에 점이 있어 점성어(點星魚)라는 이름이 붙었다. 색깔이 붉고 민어와 생김새가 비슷하여 '홍민어'라고도 한다.
영어권에서는 '레드피쉬(red fish)' 혹은 '레드드럼(red drum)'이라고 한다. 동물성 플랑크톤이나 새우 등의 갑각류를 먹어 체색이 붉은 빛늘 띠기에, '레드피쉬(red fish)'라고 이름지어졌다. 혹은 산란기에 수컷이 부레를 근육으로 진동하여 소리를 내는데 이 소리가 마치 북소리와 같다고 하여 '레드드럼(red drum)'이라는 이름이 생겼다.
점민어라는 이름으로도 불리는데 이는 잘못된 것이다. 유통과정에서 점성어와 홍민어라는 이름이 뒤섞여서 (혹은 비싼 민어와 같은 종이라는 것을 강조하기 위하여 의도적으로) '점민어'라는 잘못된 이름이 통용되는 것으로 보인다. 학계에서 공식적으로 명명한 점민어(Leiostomus xanthurus)와는 엄밀히 다른 어종이다.
점성어(홍민어), 민어, 점민어는 민어과에 속하지만 각각 다른 어종이다. 이중 한국에서 유통되는 것은 점성어와 민어인데, 외형과 명칭의 유사성으로 인하여 점성어가 민어로 둔갑되어 판매되는 경우가 더러 있었다. 이러한 문제는 국제분류코드 문제와도 관련 있다. 일본에서 민어, 홍민어, 큰민어가 모두 같은 니베(にべ) 종류로 분류되어 국제통일상품분류체계(HS)에서도 같은 코드를 부여받게 되었는데, 이를 악용한 일부 상인들은 싼 홍민어나 큰민어를 이름이 비슷하지만 훨씬 비싼 민어라고 속여 팔고 있다. 현재는 유전자 분석을 통하여 이러한 속임수를 차단하기 위하여 노력하고 있다.

## 특징과 먹이
점성어의 특징은 몸이 옆으로 납작하며 몸 높이는 비교적 높은 편이다. 또한 민어와는 다르게 꼬리지느러미에 검은점이 있으며 배가 희고 옆줄이 뚜렷한게 특징이다. 머리의 등쪽은 매우 경사가 심하며 눈은 크고 등쪽으로 치우쳐져 있다. 눈 앞쪽에는 2쌍의 콧구멍이 있는데 앞콧구멍은 둥근 모양이고 뒷콧구멍은 반달 모양이다. 입은 배쪽으로 약간 치우쳐져 있으며 위턱이 아래턱보다 튀어나와 있다. 위턱의 뒤끝은 눈의 중앙 아래에 달하며 아래턱에는 감각을 느낄 수 있는 작은 구멍이 3쌍 나있다. 위턱에는 매우 작은 이빨이 줄지어 나있으며 아래턱에는 이빨이 없다. 등지느러미는 4번째 가시가 가장 길며 가슴지느러미는 끝이 등지르러미 5번째 아래까지 뻗어 있고 꼬리지느러미는 부드럽게 안이 패여 있다. 가슴지느러미는 기부의 위쪽에 눈지름보다 조금 작은 검은색 무늬가 선명히 나타나며 모든 지느러미는 무색투명하지만 흑색소포가 흩어져 있어 어둡게 보인다. 식용이 가능한 어종이며 먹이로는 작은물고기, 연체류, 오징어를 주로 먹는다.

## 서식지
미국 플로리다 일대와 멕시코 해안으로 이어지는 대서양 일대에 주로 서식하며 연안의 산호초 일대가 주요 서식지이다. 0~100m의 수심에 서식하는 표해수층의 어류이다. 적수온 25도 정도의 온수성 물고기이다.

## 양식 및 국내 유통 현황
점성어는 1970년대 미국에서 많이 잡히면서 개체수가 급감, 1980년대에 텍사스(Texas)와 플로리다(Florida) 연안에서 처음 인공 종묘 생산에 성공하여 개체수 확보에 나섰다.
중국에서도 1990년대 초에 양식에 성공하였으며, 중국 남부 광동, 절강, 복건 일대에서 주로 양식하고 있다. 1987년 대만수산실험소(臺灣水産實驗所)에서 미국 텍사스를 통하여 수정란을 수입하고, 1989년에 번식에 성공하였다. 중국대륙의 경우, 1991년 중국국가해양국제일해양연구소(中國國家海洋局第一海洋硏究所)에서 텍사스로부터 수정란을 수입하였다는 설, 혹은 대만에서 수입하였다는 설이 있다. 어쨌든 1995년 번식에 성공하여 전국으로 퍼졌고, 현재는 요녕(遼寧), 산동(山東), 강소(江蘇), 절강(浙江), 복건(福建), 광동(廣東), 해남(海南), 광서(廣西) 등지에 양식장이 있다. 혹은 대륙과 대만의 신도들이 방생하여 야생화된 점성어도 있다.
국내에서도 2000년대 초반에 양식을 시도하였지만 값싼 중국산에 밀려 현재는 중국산을 수입하여 수요를 충당하고 있는 실정이다.
한국에서 유통되는 중국산 점성어는 국산 민어에 비하여 값은 1/2~1/3에 불과하지만, 활어회로 내놓을 경우 민어와 식별하기 어려운 탓에, 점성어회가 민어회 등으로 둔갑하는 경우가 있으니 주의가 필요하다. 2020년 9월 기준으로, 국산 민어 소매가는 1kg당 7~8만원인 반면, 큰민어는 3만원, 점성어(홍민어)는 1만원의 가격 차이를 보이면서, 민어 유사어종인 큰민어나 점성어 수입이 급증하면서 국내 민어 생산 양식에도 차질을 빚게 하였다. 더욱이 현재 국내에서 유통되고 있는 점성어는 큰민어와 함께 전량 중국산인데도 불구하고 주요 수산물로 분류되어 있지 않아 원산지 표시 대상도 아니다.

## 같이 보기
- 민어
- 큰민어